# Корейцы в Японии
Корейцы в Японии (яп. 在日韓国人・在日本朝鮮人・朝鮮人 дзайнити канкокудзин) — корейцы, на постоянной основе проживающие в Японии, а также граждане Японии корейского происхождения. Часть из них являются северокорейскими беженцами или потомками приезжих во времена Японской империи до 1945 года, другие эмигрировали в Японию после окончания Второй мировой войны и раздела Кореи.
В настоящее время корейцы являются вторым по величине этническим меньшинством в Японии после китайцев, многие корейцы ассимилировались в японское общество. Большинство корейцев в Японии — это корейцы-дзайнити (яп. 在日韓国・朝鮮人 дзайнити канкокудзин), или просто дзайнити (яп. 在日 дзайнити, «житель Японии»), постоянно проживающие Японии. Термин корейцы-дзайнити относится только к корейцам, чьи предки прибыли в Японию из бывшего генерал-губернаторства Корея, в отличие от более поздней волны корейских мигрантов, прибывших в основном в 1980-х годах, и от древних поселенцев с территории Корейского полуострова, которые сами могут быть предками японского народа, не являясь, вместе с тем, однозначно предками нынешних корейцев.
Само японское слово «дзайнити» обозначает иностранного гражданина, «находящегося в Японии», что подразумевает временное проживание в стране. Несмотря на это, термин «корейцы—дзайнити» применяется также и в отношении постоянно проживающих в Японии корейцев, как тех, кто сохранил гражданство Северной или Южной Кореи, так и тех, которые приобрели японское гражданство или родились в Японии.

## Статистика

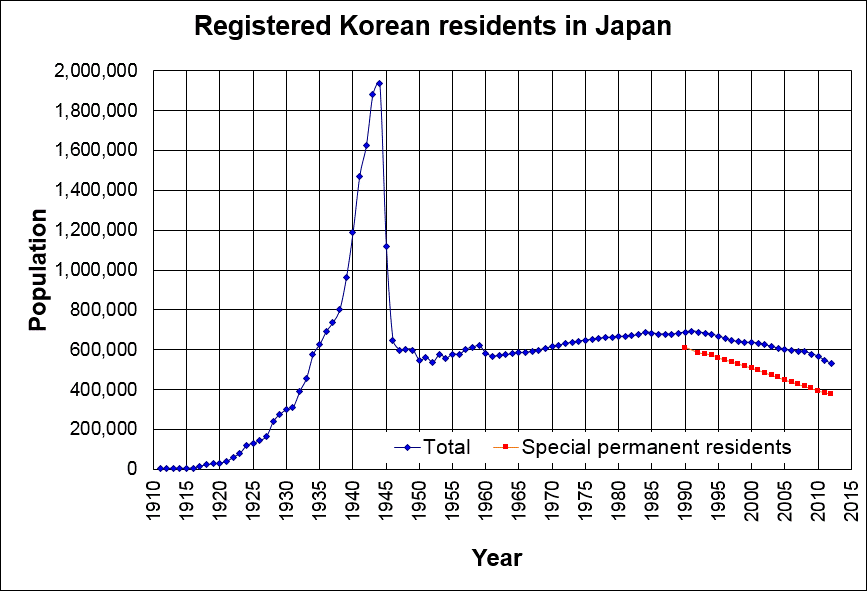
Ограничения проезда с Корейского полуострова (апрель 1919—1922 гг.), Великое землетрясение Канто 1923 г., ограничения проезда из Пусана (октябрь 1925 г.), открытие независимой туристической службой корейцев между Чеджу и Осакой (апрель 1930 г.), Пак Чон-Геум был избран в Палату представителей Японии (февраль 1932 года), снятие ограничений по набору гражданских лиц с Корейского полуострова (сентябрь 1939 года), публичный призыв с Корейского полуострова (март 1942 года), призыв на военную службу с Корейского полуострова (сентябрь 1944 года) конец Второй мировой войны и начало репатриации (1945 г.), восстание в Чеджу (апрель 1948 г.), Корейская война (июнь 1950 г.), возвращение домой в Северную Корею (декабрь 1959—1983 гг.), Договор об основных отношениях между Японией и Республикой Корея (1965), (1977—1983), ратификация Японией Конвенции о статусе беженцев (1982), Летние Олимпийские игры 1988 года в Сеуле, Южная Корея, Азиатский финансовый кризис 1997 года

В 2014 году в Японии проживало более 855 725 этнических корейцев. По данным Министерства внутренних дел и связи, по состоянию на июнь 2022 года было зарегистрировано 412 340 южнокорейцев и 25 871 «кореец» без указания гражданства  (яп. 朝鮮人 Chōsen-jin) (последние не обязательно имеют северокорейское гражданство).

## История

### Обзор
Современный поток корейских переселенцев в Японию начался с Японско-корейского договора 1876 года и резко увеличился с 1920 года. Во время Второй мировой войны большое количество корейцев было также призвано в Японию для работы в промышленности, прежде всего в военной. Другая волна миграции в Японию началась после того, как города и села Южной Кореи были разрушены в ходе войны в Корее в 1950-х годах. Также заслуживает внимания большое количество беженцев из-за массовых убийств на острове Чеджу, осуществленных армией и полицейскими правительством Южной Кореи.
Статистика иммиграции в Дзайнити скудна. Однако в 1988 году молодёжная группа Союз резидентов Республики Корея в Японии под названием Zainihon Daikan Minkoku Seinendan (кор. 재일본대한민국청년회, яп. 在日本大韓民國靑年會) опубликовала доклад под названием «Отец, расскажи нам об этом дне. Отчёт, чтобы исправить нашу историю» (яп. アボジ聞かせて あの日のことを—我々の歴史を取り戻す運動報告書). Результат составил 13,3 % для призыва на военную службу, 39,6 % для экономики, 17,3 % для брака и семьи, 9,5 % для учёбы/университета, 20,2 % по другим причинам и 0,2 % для неизвестных. Опрос исключил тех, кому было меньше 12 лет, когда они прибыли в Японию.

### Предыстория
В поздней предыстории, в железного века периода Яёй (300 г. до н. э. до 300 г. н. э.), японская культура показывает некоторое корейское влияние, хотя обсуждается, сопровождалось ли это иммиграцией из Кореи (см.происхождение народа Яёй). В более поздний период Кофун (250—538) и период Асука (538—710) наблюдался некоторый поток людей с Корейского полуострова, как иммигрантов, так и долгосрочных посетителей, особенно несколько кланов в период Кофун. Хотя некоторые семьи сегодня в конечном итоге могут проследить свое происхождение от иммигрантов, они были поглощены японским обществом и в настоящее время не считаются отдельной от остальных японцев группой. То же самое применимо к тем семьям, которые произошли от корейцев, которые въехали в Японию в последующие до-современные периоды, в том числе к тем семьям, которые были ввезены в Японию в качестве пленных, захваченных в результате набегов пиратов или во время японских вторжений в Корею (1592—1598).
Торговля с Кореей продолжалась до наших дней, и Япония также периодически принимала миссии из Кореи, хотя это часто ограничивалось отдельными портами. В период Эдо (17 — середине 19 веков) торговля с Кореей происходила через территорию Цусима-Фучу в Кюсю, недалеко от Нагасаки.

### Перед Второй мировой войной
После заключения Японско-Корейского договора 1876 года в Японию начали приезжать корейские студенты и лица, ищущие убежища, в том числе Пак Ён Хё, Ким Ок Кюн и Сон Бён Чжун. В Японии было около 800 корейцев, прежде чем Япония аннексировала Корею. В 1910 году в результате подписанного между Японией и Кореей договора об аннексии Япония аннексировала Корею, и весь корейский народ по закону стал частью нации Японской империи и получил японское гражданство.
В 1920-х годах спрос на рабочую силу в Японии был высоким, в то время как корейцам было трудно найти работу на Корейском полуострове. Это совпадение экономических интересов ускорило миграцию корейцев в Японию. Большинство иммигрантов состояло из фермеров из южной части Кореи. Число корейцев в Японии в 1930 году было более чем в десять раз больше, чем в 1920 году, достигнув 419 000. Однако рабочие места, которые они могли получить на материковой части Японии, были ограничены открытой дискриминацией, в значительной степени ограниченной физическим трудом из-за их плохого образования, и они работали вместе с другими группами этнических меньшинств, подверженных дискриминации, такими как Буракумин.
Перед Второй мировой войной японское правительство пыталось сократить количество корейцев, иммигрирующих в Японию. Для этого правительство Японии выделило ресурсы на Корейский полуостров.

### Во время Второй мировой войны
В 1939 году правительство Японии приняло Национальный закон о мобилизации и призвало корейцев для решения проблемы нехватки рабочей силы из-за Второй мировой войны. В 1944 году японские власти расширили мобилизацию японского гражданского населения для работы на Корейском полуострове. Из 5 400 000 корейцев, призванных на военную службу, около 670 000 были доставлены в континентальную Японию (включая префектуру Карафуто — современный Сахалин, в настоящее время часть Сахалинской области России) для гражданского труда. Тех из них, кого привезли в Японию, заставляли работать на фабриках, в шахтах и в качестве рабочих, часто в ужасных условиях. По оценкам, в период с 1939 по 1945 год погибло около 60 000 человек из их числа. Большинство рабочих военного времени вернулись домой после войны, но некоторые решили остаться в Японии. 43 000 из тех в Карафуто, который был оккупирован Советским Союзом незадолго до капитуляции Японии, получили отказ в репатриации в основную часть Японии или на Корейский полуостров и, таким образом, оказались в ловушке на Сахалине без гражданства; они стали предками сахалинских корейцев.

### После Второй мировой войны
Корейцы незаконно въехали в Японию после Второй мировой войны из-за нестабильной политической и экономической ситуации в Корее, когда во время восстания в Чеджу в 1948 году 20—40 тысяч корейцев бежали от карательных сил Ли Сын Мана. Восстание Йосу-Сунчхон также увеличило нелегальную иммиграцию в Японию. По оценкам, в период с 1946 по 1949 год 90 % нелегальных иммигрантов в Японию составляли корейцы. Во время Корейской войны корейские иммигранты приезжали в Японию, чтобы избежать пыток или убийств со стороны сил диктатора Ли Сын Мана (например, бойня Лиги Бодо).
Рыбаки и брокеры помогли иммигрантам проникнуть в Японию через остров Цусима. В 1950-х годах береговая охрана Японии охраняла границу с Кореей, но задержать нелегальных иммигрантов было сложно, потому что они были вооружены, в то время как береговая охрана Японии не была связана с условиями капитуляции Японии после Второй мировой войны. В этот период была арестована пятая часть иммигрантов.
В официальной переписке 1949 года премьер-министр Японии Сигэру Ёсида предложил депортировать всех корейцев из Дзайнити в Дуглас Макартур и заявил, что японское правительство оплатит все расходы. Ёсида утверждал, что для Японии было несправедливо закупать еду для нелегальных корейцев-дзайнити, большинство из которых не способствовало развитию японской экономики, и что многие корейцы совершали политические преступления, сотрудничая с коммунистами.

### Потеря японского гражданства

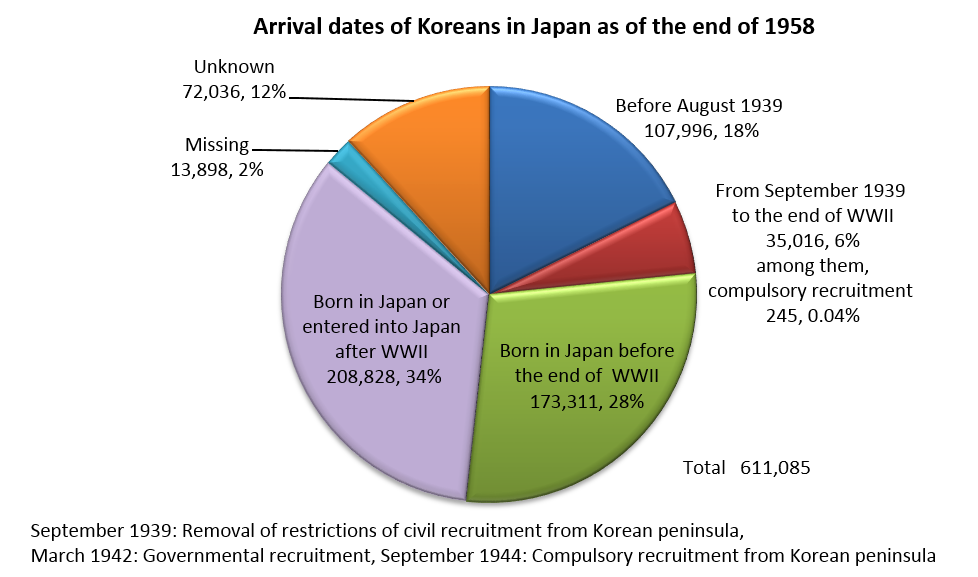
Даты въезда или рождения корейских жителей в Японии на конец 1958 года

Сразу после окончания Второй мировой войны в Японии проживало примерно 2,4 миллиона корейцев; большинство репатриировалось в свои родовые дома в южной части Корейского полуострова, оставив в Японии только 190 000 к 1946 году.
Поражение Японии в войне и конец её колонизации Корейского полуострова и Тайваня привели к тому, что статус гражданства корейцев и тайваньцев оказался в неоднозначном положении с точки зрения закона. Постановление о регистрации иностранцев (яп. 外国人登録令, Gaikokujin-tōroku-rei) от 2 мая 1947 года постановило, что корейцы и некоторые тайваньцы должны были временно рассматриваться как иностранные граждане. Ввиду отсутствия единого правительства на Корейском полуострове корейцы были временно зарегистрированы под именем Чосон (кор. 조선?, 朝鮮?, яп. 朝鮮 Chōsen), старое название неделимой Кореи.
В 1948 году северная и южная части Кореи объявили независимость по отдельности, что сделало Чосон или старую неделимую Корею несуществующей нацией. Новое правительство Республики Корея (Южная Корея) обратилось к Верховному главнокомандующему союзных держав, тогда оккупирующей державы Японии, с просьбой изменить регистрацию гражданства корейцев Дзайнити на Даэхан Мингук (Daehan Minguk) (кор. 대한민국?, 大韓民國?; яп. 大韓民国 Daikan Minkoku), официальное название новой нации. После этого, начиная с 1950 года, корейцам—дзайнити было разрешено добровольно перерегистрировать своё гражданство как таковое.
Союзническая оккупация Японии закончилась 28 апреля 1952 года мирным договором в Сан-Франциско, в котором Япония формально отказалась от своих территориальных претензий на Корейский полуостров, и в результате корейцы—дзайнити официально утратили японское гражданство.
Разделение на Корейском полуострове привело к разделению среди корейцев в Японии. Миндан, Союз корейских жителей в Японии, был создан в 1946 году как южный филиал Chōren (Лига корейцев в Японии), главной организации корейских жителей, которая имела социалистическую идеологию. После первомайских беспорядков 1952 года организация, выступающая за Север, была признана незаконной, но она реорганизовалась под различными формами и в 1955 году сформировала «Общую ассоциацию корейских жителей в Японии», или Чхонрён. Эта организация придерживалась своей социалистической и, в более широком смысле, позиции, поддерживающей Север, и пользовалась активной финансовой поддержкой правительства Северной Кореи.

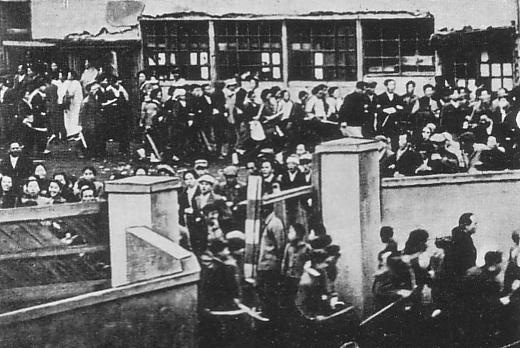
Вторые беспорядки в Кобе в 1950 году

В 1965 году Япония заключила договор об основных отношениях с Республикой Корея и признала правительство Южной Кореи единственным законным правительством полуострова. Те корейцы в Японии, которые не обращались за получением южнокорейского гражданства, сохранили Chōsen-seki, который не давал им гражданства какой-либо нации.

### Вновь прибывшие
Начиная с 1980 года Южная Корея разрешила своим студентам свободно учиться за границей, а с 1987 года людям старше сорока четырёх лет было разрешено выезжать за границу. Через год после Олимпиады в Сеуле поездки за границу были ещё более либерализованы. Когда проходила Экспо 2005, правительство Японии проводило программу отказа от виз в Южную Корею в течение ограниченного периода времени при условии, что целью посетителя является осмотр достопримечательностей или бизнес, а затем он был продлён навсегда. Существующие корейские анклавы, как правило, исключают новичков из существующих корейских организаций, в особенности, таких как Миндан, поэтому новички создали новую Ассоциацию жителей Южной Кореи в Японии (재일본한국인연합회, 在日本韓國人聯合會).

## Репатриация в Корею

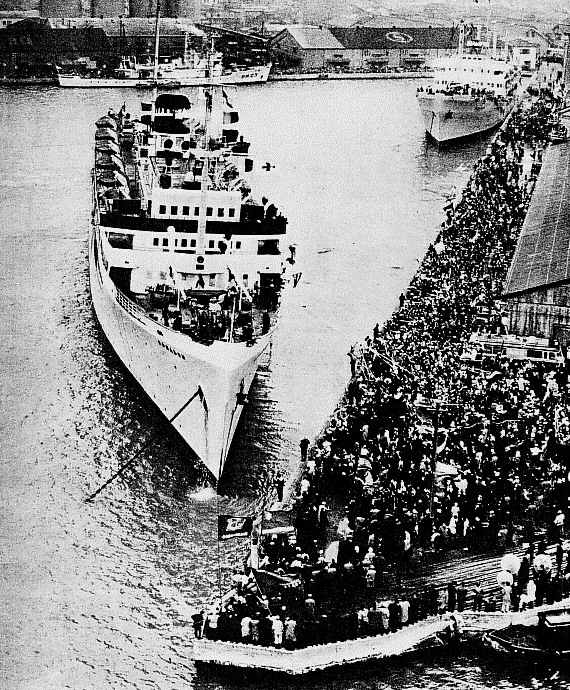
Репатриация корейцев из Японии, январь 1960 года

Репатриация корейцев—дзайнити из Японии, осуществляемая под эгидой Японского Красного Креста, начала получать официальную поддержку со стороны правительства Японии ещё в 1956 году. Программа репатриации, финансируемая КНДР, при поддержке Chōsen Sōren (Всеобщей ассоциации корейских жителей в Япония) официально началась в 1959 году. В апреле 1959 года Горо Терао (寺尾 五郎 Terao Gorō), политический деятель Коммунистической партии Японии, опубликовал книгу К северу от 38-й параллели (38度線の北), в которой он восхвалял КНДР за её быстрое развитие и гуманитаризм; число возвращенцев взлетело до небес. Японское правительство выступило за репатриацию как способ избавить страну от жителей этнических меньшинств, которые подверглись дискриминации и считались несовместимыми с японской культурой. Хотя правительство США первоначально не знало о сотрудничестве Токио с программой репатриации, они не выразили никаких возражений после того, как их проинформировали об этом; посол США в Японии, по словам его австралийского коллеги, назвал корейцев в Японии «бедными, включая многих коммунистов и множество преступников».
Несмотря на то, что 97 % корейцев-дзайнити были выходцами из южной части Корейского полуострова, первоначально север был гораздо более популярным направлением для репатриации, чем юг. Приблизительно 70 000 Дзайнити были репатриированы в Северную Корею в течение двухлетнего периода с 1960 по 1961 год. Однако, когда стало известно о сложных условиях жизни на Севере и нормализации японо-южнокорейских отношений в 1965 году, популярность репатриации на Север резко упала, хотя поток возвращающихся на Север продолжался ещё в 1984 году. В общей сложности 93 340 человек мигрировали из Японии в Северную Корею в рамках программы репатриации; приблизительно 6000 были японцами, мигрирующими с корейскими супругами. Считается, что около ста таких репатриантов бежали из Северной Кореи; самым известным является Кан Чхоль Хван, который опубликовал книгу о своем опыте Аквариумы Пхеньяна. Один репатриант, который позже перебежал обратно в Японию, известный только по своему японскому псевдониму Кенки Аояма, работал на разведку Северной Кореи в качестве шпиона в Пекине.
Репатриация была предметом многочисленных творческих работ в Японии из-за влияния, которое они оказали на корейское сообщество Дзайнити; Уважаемый Пхеньян, один документальный фильм о семье, чьи сыновья репатриировались, а родители и дочь остались в Японии, получил специальный приз жюри на кинофестивале Sundance 2006 года.
Некоторые корейцы-дзайнити отправились в Южную Корею учиться или поселиться. Например, автор Ли Янджи училась в Сеульском национальном университете в начале 1980-х годов.